# Borís Godunov (obra de teatre)

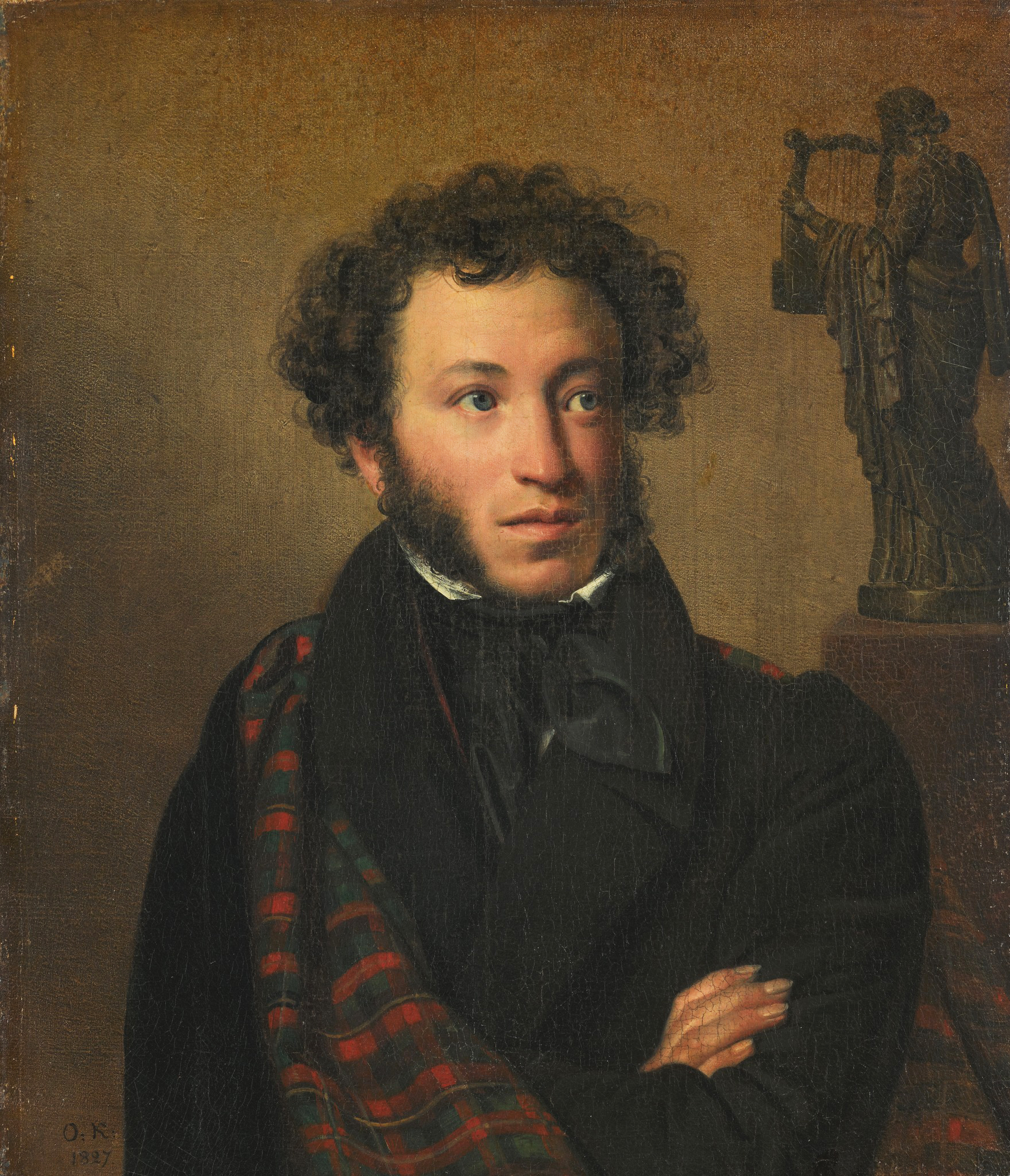
Alexander Pusixkin per Orest Kiprenski

Borís Godunov (rus: Борис Годунов, Borís Godunóv) [Variant del títol: Драматическая повесть, Комедия o настоящей беде Московскому государству, o царе Борисе и о Гришке Отрепьеве Un Conte Dramàtic, La Comèdia de l'Angoixa de l'Estat Moscovita, del Tsar Boris, i de Grisxa Otrepiev ] és un drama d'Aleksandr Puixkin, escrit el 1825 i publicat el 1831, però no aprovat per a la representació pública per part del censor fins a 1866. El seu tema és el governant rus, Borís Godunov, que regnà com el Tsar de 1598 a 1605. El drama consta de 25 escenes i està escrit predominantment en vers blanc.
Modest Mússorgski basà la seva famosa òpera en aquest drama i Vsévolod Meierhold intentà una escenificació de l'obra durant els anys 1930. Meierhold encarregà a Serguei Prokófiev que escrigués música de fons per a la seva producció, però quan abandonà Meierhold la seva producció sota pressió política, l'encàrrec també va ser abandonat.
Tot i que és venerat entre els estudiosos, Boris Godunov no va ser estrenada en la seva versió original, sense censura, fins al 12 d'abril del 2007, a la Universitat de Princeton, Estats Units, i fins i tot llavors només en una traducció anglesa. La producció estava basada en el disseny de Meierhold i estava presentat amb la música de Prokofiev presentat, juntament amb música addicional de Peter Westergaard.
L'estudiós Chester Dunning, junt amb Caryl Emerson i Sergei Fomitxev, publicà el 2006 El Boris Godunov no censurat: El cas per a la comèdia original de Pushkin, on procura rescatar l'obra original de Puixkin de l'obscuritat.

## Base històrica de la trama
La comprensió del drama Borís Godunov pot ser facilitada per un coneixement bàsic dels esdeveniments històrics que envolten el Període Tumultuós, el període d'interregne i d'anarquia relativa que segueix el final de la Dinastia ruríkida (1598) i que precedeix la Dinastia Romànov (1613). Els esdeveniments clau són aquests:
- 1584 - Ivan IV de Rússia "El Terrible", el primer Gran Príncep de Gran Ducat de Moscou que utilitzarà el títol de Tsar (Caesar), mor. El successor d'Ivan és el seu feble fill Fiòdor, ara Teodor I de Rússia, que es preocupa només per temes espirituals, i deixa els afers d'estat al seu capaç cunyat, el boiar Borís Godunov, ara regent de facto.
- 1591 - l'altre fill d'Ivan Dmitri Ivànovitx mor en circumstàncies misterioses a Úglitx. Una investigació, demanada per Godunov i duta a terme pel Príncep Vassili Xúiski, determinà que el tsarèvitx, mentre jugava amb un ganivet, va tenir un atac epilèptic, caigué i morí d'una ferida autoinfligida a la gola. La mare de Dmitrii, Maria Nagaia, exiliada amb ell a Úglitx per Godunov, afirmava que va ser assassinat. Els enemics de Godunov van fer circular rumors que relacionaven Godunov amb el crim.
- 1598 - El tsar Teodor I de Rússia mor. És, virtualment, l'últim representant de la Dinastia ruríkida que ha governat Rússia durant 7 segles. El Patriarca Job de Moscou proposa Borís per succeir Teodor I de Rússia com a Tsar, malgrat els rumors que Boris havia ordenat l'assassinat de Dmitri Ivànovitx. Borís accepta pujar al tron només si és elegit pel Zemskiy Sobor. Això ho fa l'assemblea unànimement, i Borís és coronat el mateix any.
- 1604 - Apareix un pretendent al tron, que afirmar ser Dmitri Ivànovitx, però que es creia que era en realitat un Grigori Otrèpiev. Guanya el suport de l'aristocràcia polonesa, i, després d'obtenir una força de soldats, marxa cap a Moscou. Mentre creua Rússia, a aquesta força d'invasió de Dmitri s'hi uneixen cosacs descontents. Tanmateix, després d'unes quantes victòries, perd força.
- 1605 - Borís mor per causes desconegudes. És succeït pel seu fill Fiòdor, ara Teodor II de Rússia. La mort de Boris dona vida nova a la campanya del Fals Dmitri, que entra a Moscou. Un grup de boiars que acudeixen al Kremlin per jurar lleialtat a Teodor, l'assassinen a ell i a la seva mare.
- 1606 - El Fals Dmitri I és assassinat, i és succeït per Vassili Xúiski, ara Vassili IV de Rússia.
- 1610 - Vassili IV de Rússia és deposat, i mor dos anys més tard en una presó polonesa. Un altre pretendent que assegura ser Dimtri Ivànovitx, el Fals Dmitri II, és assassinat.
- 1612 - Tanmateix, un tercer pretendent, el Fals Dmitri III, és capturat i executat.
- 1613 - El Període Tumultuós ve a tancar-se amb l'ascensió al tron de Mikaïl Romànov, fill de Feodor Nikititx Romanov, que havia estat perseguit durant el regnat de Borís Godunov.

Nota: La culpabilitat de Boris en la qüestió de la mort de Dmitri no es pot ni demostrar ni refutar. Karamzin, l'historiador a qui està dedicat el drama, ho acceptava com a fet, i Puixkin suposava que era versemblant, com a mínim per tal de crear una tragèdia de l'estil de les de Shakespeare. Els historiadors moderns, tanmateix, tendeixen a absoldre Boris del crim.

## Dramatis personae

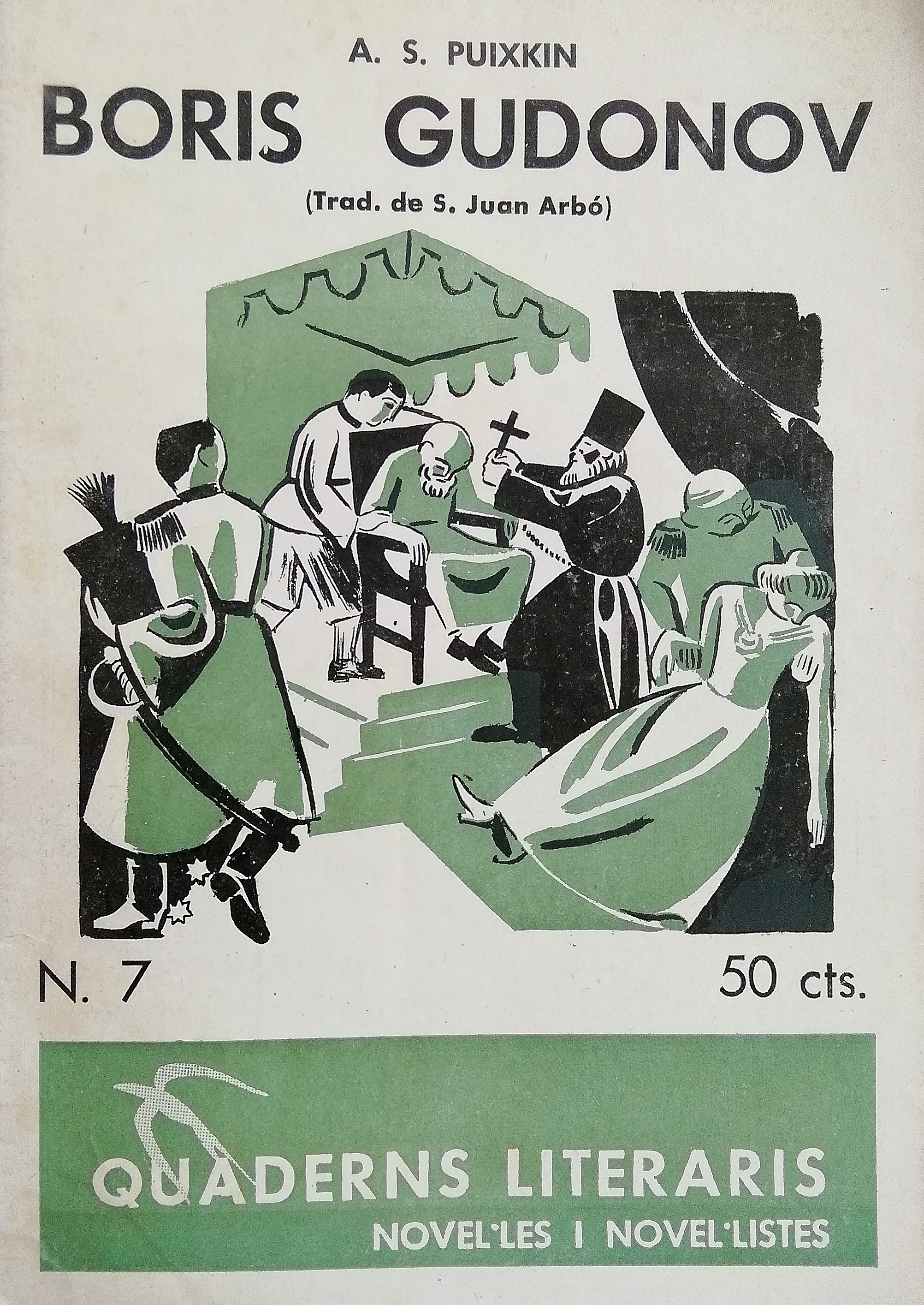
Borís Godunov de Puixkin, traducció catalana publicada a Barcelona l'any 1934 dins la col·lecció Quaderns Literaris

- Borís Godunov de Puixkin, traducció catalana publicada a Barcelona l'any 1934 dins la col·lecció Quaderns LiterarisBorís Godunov, boiar, posterior Tsar
- Fiodor (Teodor), el seu fill
- Ksenia, la seva filla
- La dida de Ksenia
- Príncep Xúiski, boiar
- Príncep Vorotinski, boiar
- Sxelkalov, Secretari de la Duma
- Pimen, monjo i cronista
- Grigori Otrèpiev, monjo, posteriorment Dmitri, el Pretendent
- Patriarca, Abat del Monestir de Txudov.
- Misail, monjo errant
- Varlaam, monjo errant
- Afanasi Mikhaïlóvix Puixkin, amic del Príncep Xúiski
- Gabriel Puixkin, el seu nebot
- Semion Nikítitx Godunov, agent secret de Borís Godunov
- Príncep Kurbski, boiar caigut en desgràcia
- Khrusxov, boiar caigut en desgràcia
- Karela, un cosac
- Príncep Vixnevetskii
- Mniszetx, Voivoda de Sambor
- Marina, la seva filla
- Ruzia, la seva cambrera
- Basmanov, un oficial rus
- Marjaret, oficial del Pretendent
- Rozen, oficial del Pretendent
- Mosalski, boiar
- Hoste de la Fonda
- Boiars, Gent, Camperols, Inspectors, Oficials, Encarregats, Convidats, un Sacerdot Catòlic, un noble polonès, un Poeta, un Idiota, un Captaire, Cavallers, Guàrdies, Soldats, Senyores, Cavaller, Nois, Criats

## Sumari
- Escena 1 - Palaus del Kremlin
- Escena 2 - Plaça Roja
- Escena 3 - Monestir de Novodévitxi
- Escena 4 - Palaus del Kremlin
- Escena 5 - Nit; Una cel·la en el Monestir de Txúdov
- Escena 6 - La tanca del monestir (Nota: Suprimit del drama publicat)
- Escena 7 - Palaus del Patriarca
- Escena 8 - Els palaus del Tsar
- Escena 9 - Una fonda a la frontera lituana
- Escena 10 - Moscou; La Casa de Xúiski
- Escena 11 - Palaus del Tsar
- Escena 12 - Cracòvia, la llar de Vixnevetski
- Escena 13 - Castell del Voivoda Mniszech a Sambor (Nota: també suprimit de moltes edicions)
- Escena 14 - Una Suite d'Espais Il·luminats
- Escena 15 - Nit; un jardí; una font
- Escena 16 - La frontera lituana
- Escena 17 - La Duma del Tsar
- Escena 18 - Plana prop de Nóvgorod-Seversk
- Escena 19 - Plaça davant d'una catedral a Moscou
- Escena 20 - Sevsk
- Escena 21 - Un bosc
- Escena 22 - Moscou; Els palaus del Tsar
- Escena 23 - Una Tenda
- Escena 24 - Lobnoie Mesto (Plaça Roja)
- Escena 25 - El Kremlin; La casa de Boris

## Dissenys de decorats
La galeria següent descriu els decorats creats per Matvei Xíxkov per a la primera representació del drama el 1870 al Teatre Mariïnski, Sant Petersburg, Rússia.

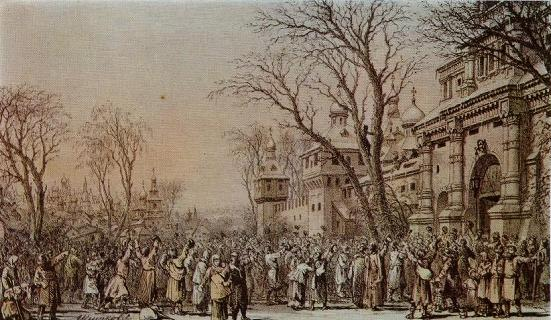
Escena 3 Monestir de Novodévitxi
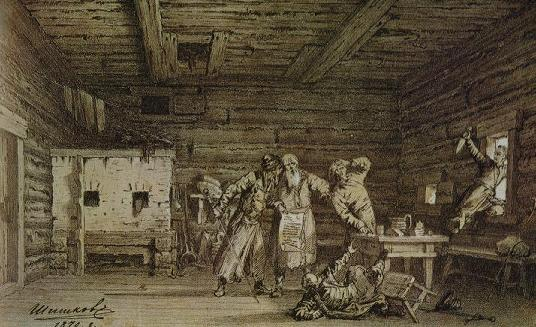
Escena 9 Una fonda a la frontera lituana
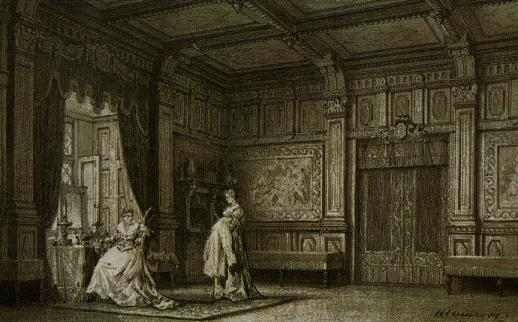
Escena 13 El castell del governador Mniszech a Sambor
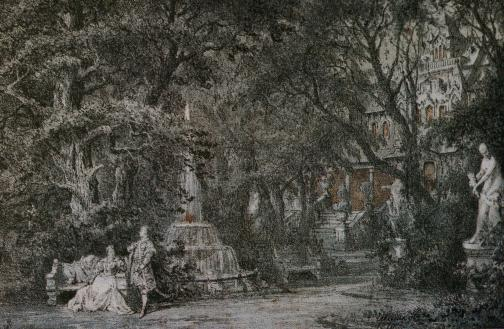
Escena 15 Nit. El jardí. Una font
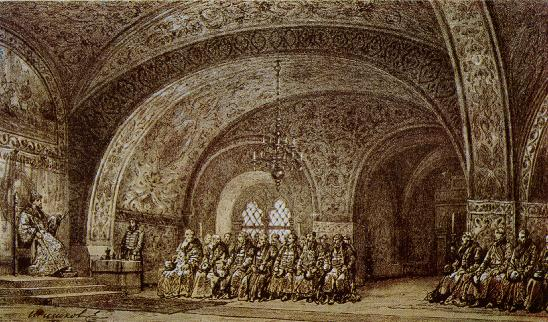
Escena 17 La Duma del Tsar